# Красновия
Красновия (лат. Krasnovia) — монотипный род многолетних травянистых растений семейства Зонтичные (Apiaceae). Единственный вид — Красновия длиннодольчатая (Krasnovia longiloba). Научное название рода дано в честь известного российского ботаника А. Н. Краснова.

## Распространение
Произрастает в горах Средней Азии.

## Ботаническое описание
Многолетние растения с шаровидным клубнем и одиночным волосистым, редко почти голым стеблем 50—70 см высотой.
Прикорневые и нижние стеблевые листья длинночерешковые, рано увядающие, в очертании треугольные, трижды-перисторассечённые, 7—8 см длиной и около 4,5 см шириной. Стеблевые листья мельче, сидячие.
Соцветия — зонтики 3—4 см в поперечнике, с 5—8 неравными по длине лучами и многоцветковыми зонтичками около 1 см в поперечнике. Лепестки обратнояйцевидные, белого цвета, наверху выемчатые.
Плоды чёрные, блестящие, продолговато-яйцевидные, кверху суженные, 3—4 мм длиной и около 1,5 мм шириной.

## Классификация

### Синонимы
Синонимами красновии длиннодольчатой являются следующие названия:
- Chaerophyllum longilobum (Kar. & Kir.) O.Fedtsch. & B.Fedtsch.
- Chaerophyllum sphallerocarpus Kar. & Kir.
- Conopodium longilobum Koso-Pol.
- Sphallerocarpus longilobus Kar. & Kir.basionym

### Таксономическое положение
Род Красновия входит в семейство Зонтичные (Apiaceae) порядка Зонтикоцветные (Apiales).
|  |                                      |  |                                                               |                                                               |                     |  | ещё 6 семейств (согласно Системе APG III) |                     |                     |                                                     |
|  |                                      |  |                                                               |                                                               |                     |  |                                           |                     |                     | вид Красновия длиннодольчатая (Krasnovia longiloba) |
|  |                                      |  |                                                               | порядок Зонтикоцветные                                        |                     |  |                                           |                     | род Красновия       |                                                     |
|  |                                      |  |                                                               | порядок Зонтикоцветные                                        |                     |  |                                           |                     | род Красновия       |                                                     |
|  | отдел Цветковые, или Покрытосеменные |  |                                                               |                                                               | семейство Зонтичные |  |                                           |                     |                     |                                                     |
|  | отдел Цветковые, или Покрытосеменные |  |                                                               |                                                               |                     |  |                                           |                     |                     |                                                     |
|  |                                      |  | ещё 58 порядков цветковых растений (согласно Системе APG III) | ещё 58 порядков цветковых растений (согласно Системе APG III) |                     |  |                                           | ещё около 300 родов | ещё около 300 родов |                                                     |
|  |                                      |  |                                                               | ещё 58 порядков цветковых растений (согласно Системе APG III) |                     |  |                                           |                     | ещё около 300 родов |                                                     |